# Michetta
La michetta, nella bergamasca stellina e nel veronese rosetta, è un tipo di pane soffiato (quindi cavo al suo interno) che si riconosce dal tipico stampo a stella con "cappello" centrale.
Molto utilizzata per la preparazione di panini farciti, tende a perdere la sua tipica consistenza croccante dopo poche ore dalla cottura.
In buona parte d'Italia esiste un pane che ne ricalca la forma (priva in genere del cappello centrale e non privo di mollica, chiamato rosetta); i "prestinai" che producono questo tipo di pane sono pochi poiché, oltre a richiedere particolare dimestichezza e impegno, la michetta pesa molto poco e quindi, in base al peso di pane prodotto, la sua produzione richiede un impiego di manodopera relativamente alto: ciò comporta un prezzo relativamente alto rispetto ad altre forme di pane che, col passare del tempo, sono divenute di più consueto consumo.

## Storia
Molto diffusa in Lombardia, specialmente a Milano, la michetta è stato il pane degli operai fin dal Settecento, epoca durante la quale la lavorazione del pane era quasi completamente manuale.
I funzionari dell'Impero austriaco, cui faceva capo la Lombardia dopo il trattato di Utrecht del 1713, portarono con sé a Milano alcune novità alimentari (che i milanesi fecero proprie fino al punto di farle diventare un prodotto della loro tradizione alimentare), come l'allora famoso kaisersemmel, un panino variabile da 50 a 90 grammi e dalla forma di una piccola rosa.
I risultati non furono, però, incoraggianti: il kaisersemmel a Milano non rimaneva, come a Vienna, fresco e fragrante fino a sera: si rammolliva velocemente, divenendo "gommoso".  L'umidità del clima lombardo penetrava eccessivamente in un prodotto igroscopico come il pane, a differenza di quanto accadeva nel più asciutto clima viennese.
Bisognava privare quel pane della mollica, svuotarlo, alleggerirlo, renderlo "soffiato": così sarebbe stato fragrante e digeribile, garantendone una migliore conservazione. I maestri panificatori milanesi riuscirono nel loro intento, creando un pane unico le cui caratteristiche l'hanno reso famoso.
Il termine michetta nasce in questo periodo. Infatti i milanesi chiamarono il kaisersemmel con il diminutivo di micca, ossia michetta, micchetta in milanese. La micca, o mica, era un pane che aveva una certa diffusione nell'Italia del Nord e il cui termine, in origine, significava briciola.
Nel 2007 la michetta ottiene, dal Comune di Milano, il riconoscimento De.Co. (Denominazione comunale), assegnato dal capoluogo lombardo ai prodotti gastronomici tradizionali milanesi.

## Preparazione

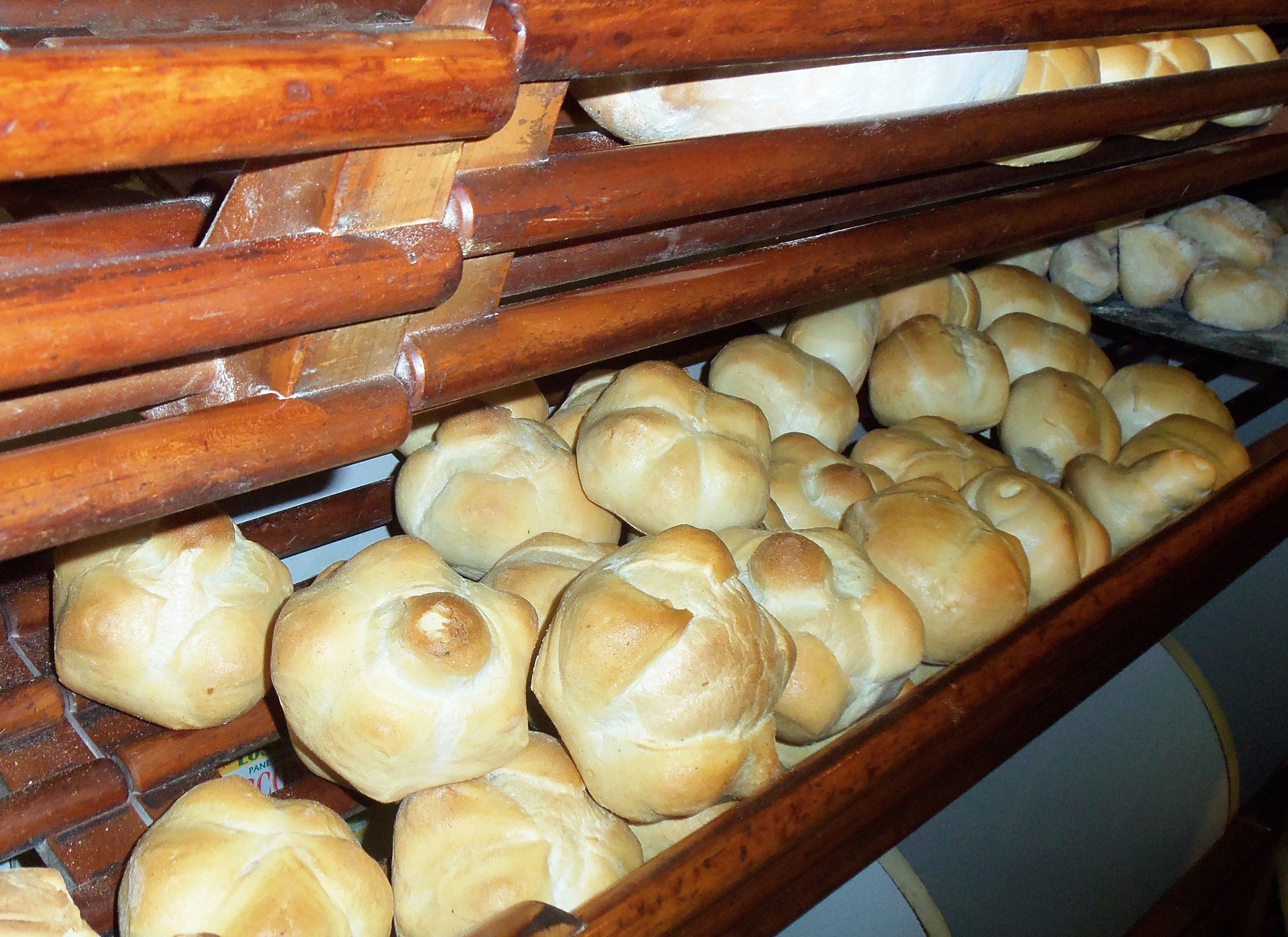
Michette

La preparazione della michetta, ovvero la pasta lievitata e fermentata, avviene mescolando e impastando farina di forza (100 parti), acqua (45 parti) con malto (0,1 parte) e lievito (1 parte) fino a ottenere un impasto piuttosto sostenuto dalla struttura perfettamente omogenea, viene quindi lasciato riposare per almeno 16 ore (tempo che varia in funzione della temperatura ambientale). La preparazione dei pastoni (forme di pasta arrotondate) avviene impastando la biga con farina di forza (20% della dose iniziale) acqua (quanto basta per ottenere un impasto asciutto e morbido) e sale (0,5% del peso totale).
Questo impasto deve avere una buona elasticità e una struttura perfetta (impastare almeno 30 minuti con la macchina al minimo), viene quindi passato al cilindro (macchina che ha la funzione di raffinare ulteriormente la pasta) e poi suddiviso in pezzi di circa 3 kg che adeguatamente arrotondati vengono "puntati" cioè lasciati a lievitare per circa 30 minuti. In seguito alla lievitazione dei pastoni avviene la "spezzatura della pasta" con apposite macchine automatiche o manuali, che dividono il pastone in 37 pezzi esagonali nella forma e di ugual peso, a questo segue immediatamente l'operazione di stampa mediante macchina stampatrice o stampo a mano; vengono messe le michette su appositi telai per infornare, coperte con tela o fogli di plastica per conservarne l'umidità e lasciate lievitare per altri 30 minuti.
Le michette vengono infornate tra i 220 °C e i 250 °C a discrezione del fornaio, viene immesso abbondante vapore acqueo all'interno della camera di cottura. La cottura richiede circa 25 minuti.

## Prodotti simili
Esistono altri pani che seguono gli ingredienti e il processo di lavorazione della michetta, come il maggiolino e la tartaruga.

## Omaggi
Alla michetta sono ispirati e dedicati una poltrona del designer italiano Gaetano Pesce e il Gruppo Podistico La Michetta, fondato nel 1971 da fornai del milanese appassionati di corsa e attivo nelle gare amatoriali e master di atletica leggera.